# William Carvalho
William Silva de Carvalho (* 7. April 1992 in Luanda, Angola) ist ein portugiesischer Fußballspieler.

## Karriere

### Im Verein
William Carvalho wurde in Angola geboren und siedelte in der Kindheit mit seiner Familie nach Portugal über. Im Jahr 2005 wurde er in der Nachwuchsabteilung von Sporting Lissabon aufgenommen. Am 3. April 2011 debütierte er im Rahmen eines 1:1-Unentschiedens gegen Vitória Guimarães kurz vor Spielende als Einwechselspieler in der Primeira Liga. In der Hinrunde der Saison 2011/12 spielte Carvalho auf Leihbasis für den damaligen Drittligisten CD Fátima, im Januar 2012 führte ihn ein weiteres Leihgeschäft zum belgischen Erstligisten Cercle Brügge, das auf eineinhalb Jahre befristet war. Bei den Belgiern etablierte sich Carvalho als Stammspieler. Am Ende der Spielzeit 2012/13 hielt er mit dem Verein knapp die Klasse.
Zur Saison 2013/14 kehrte Carvalho zu Sporting Lissabon zurück. Dort wurde er zum Stammspieler. Er kam in den folgenden fünf Jahren in 142 Ligaspielen zum Einsatz, in denen er zehn Treffer erzielte. In der Saison 2014/15 wurde er Pokalsieger, in der Saison 2017/18 Ligapokalsieger. Nachdem Sporting Lissabon im Mai 2018 die Qualifikation für die Champions League verpasst hatte, wurden das Trainingsgelände und die Umkleidekabine des Klubs von gewalttätigen Anhängern gestürmt. Sein Teamkollege Bas Dost erlitt eine Kopfverletzung. Daraufhin kündigte Carvalho – neben Trainer Jorge Jesus, Bruno Fernandes, Gelson Martins, Rui Patrício, Daniel Podence und Bas Dost – seinen Vertrag zum Saisonende, da „gültige Motive“ für eine einseitige Vertragsauflösung vorlägen.
Zur Saison 2018/19 wechselte Carvalho in die spanische Primera División zu Betis Sevilla. Er unterschrieb einen Vertrag mit einer Laufzeit bis zum 30. Juni 2023. Nach dem Pokalsieg 2021/22 verlängerte er seinen Vertrag im September 2022 vorzeitig um drei Jahre bis zum 30. Juni 2026.

### In der Nationalmannschaft
Carvalho durchlief die portugiesischen Jugendnationalmannschaften. Am 19. November 2013 debütierte er im Rahmen des Play-off-Rückspiels zur WM-Qualifikation gegen Schweden unter Nationaltrainer Paulo Bento in der A-Nationalmannschaft. Bei der U21-Europameisterschaft 2015 erreichte er mit Portugal den zweiten Platz und wurde zum Spieler des Turniers gewählt.
Bei der Europameisterschaft 2016 in Frankreich wurde er in das Aufgebot Portugals aufgenommen. Ab der zweiten Partie gegen Österreich gehörte er zur Startelf, musste allerdings im Halbfinale wegen seiner zweiten Gelben Karte pausieren. Das Team erreichte das Finale und gewann in der Verlängerung mit 1:0 gegen Gastgeber Frankreich. Damit war Portugal zum ersten Mal Europameister.
Im Anschluss nahm er als Stammspieler auch an der Weltmeisterschaft 2018 teil, bei der Portugal im Achtelfinale gegen Uruguay ausschied. Im Sommer 2019 gewann er mit Portugal die Erstaustragung der UEFA Nations League. Bei der Europameisterschaft 2021 bestritt er die ersten beiden Gruppenspiele; Portugal schied im Achtelfinale gegen Belgien aus.

## Erfolge
Nationalmannschaft
- Europameister: 2016
- UEFA-Nations-League-Sieger: 2019

Im Verein
- Portugiesischer Pokalsieger: 2015
- Portugiesischer Ligapokalsieger: 2018
- Spanischer Pokalsieger: 2022